# Max Bulla
Max Bulla, avstrijski kolesar, * 26. september 1905, Dunaj, Avstro-Ogrska, † 1. marec 1990, Pitten, Avstrija.
Bulla je nekdanji avstrijski cestni kolesar. Na Dirki po Franciji leta 1931 je osvojil tri etapne zmage in en dan nosil rumeno majico. Dirko je končal na petnajstem mestu v skupnem seštevku in zmagal v razvrstitvi kolesarjev touriste-routier. V tem obdobju so bili kolesarji razdeljeni na državne ekipe in ostale kolesarje, ki so tekmovali v neodvisnem pol-amaterskem razredu touriste-routier. Rumeno majico vodilnega je nosil kot edini kolesar razreda touriste-routier v zgodovini dirke in kot prvi avstrijski kolesar. Uspešen je bil tudi na Dirki po Španiji leta 1935, ki jo je končal skupno na petem mestu z dvema etapnima zmagama. Zmagal je na prvi izvedbi Dirke po Švici leta 1933 in ob tem dosegel še dve etapni zmagi, leta 1931 pa je zmagal na klasičnih enodnevnih dirkah Züri-Metzgete in Tour du Lac Léman. V letih 1926 in 1927 je osvojil naslov avstrijskega državnega prvaka na cestni dirki.